# Edy Hubacher
Eduard „Edy” Hubacher (ur. 15 kwietnia 1940 w Urtenen) – szwajcarski lekkoatleta i bobsleista. Dwukrotny medalista olimpijski z Sapporo.
Jako lekkoatleta specjalizował się w pchnięciu kulą i rzucie dyskiem, choć startował także w wielobojach. W tych konkurencjach kilkanaście razy był mistrzem Szwajcarii, bił rekordy tego kraju. Brał udział w olimpiadzie w Meksyku (1968), zarówno w pchnięciu kulą jak i w rzucie dyskiem odpadając w eliminacjach. Bobsleistą został na początku lat 70., kiedy to współpracę zaproponował mu Jean Wicki. Podczas IO 72 w dwójkach zajęli trzecie miejsce, w czwórkach bob prowadzony przez Wickiego nie miał sobie równych.